# Liste des sénateurs belges (législature 1912-1914)
Pour les articles homonymes, voir Liste des sénateurs belges.
Liste des sénateurs pour la législature 1912-14 en Belgique, à la suite des élections législatives par ordre alphabétique.

## Président
- Paul de Favereau

## Membres

### Élus
1. baron Alfred Ancion (arr.Huy-Waremme)
2. Ernest Bergmann (arr. Malines-Turnhout)
3. Paul Berryer[1] (arr. Liège; catholique)
4. Édouard Biart (arr. Anvers)
5. Conrad Braun (arr. Bruxelles; catholique)
6. Clément Cartuyvels (arr. Hasselt-Tongres-Maaseik)
7. Louis Catteau (arr. Bruxelles)
8. Ferdinand Charlot (arr. Nivelles) (+ 14.07.1913) remplacé par Édouard Brunard
9. Chevalier (arr. Gand-Eeklo)
10. Philibert Clément (arr. Liège) (+ 13.5.1913) remplacé par Victor Carpentier
11. Charles Cools (arr. Malines-Turnhout)
12. Emile Coppieters (arr. Liège; socialiste)
13. Hercule Coullier de Mulder (arr. Termonde-Saint-Nicolas; libéral)
14. Camille De Bast (arr.Gand-Eeklo; libéral)
15. Auguste de Becker Remy (arr. Louvain)
16. Joseph De Blieck, questeur (arr. Audenarde-Alost; libéral)
17. Emmanuel De Cloedt (arr. Bruges)
18. Fernand Defuisseaux (arr. Mons-Soignies) (+ 29.6.1912) remplacé par Fernand Mosselman
19. baron Guillaume de Giey (arr. Namur-Dinant-Philippeville) (+ 20.1.1914) remplacé 27.2.1914 par Eugène Mincé du Fontbaré
20. vicomte Fernand de Jonghe d'Ardoye (arr.Roulers-Tielt; catholique)
21. Eugène de Kerchove d'Exaerde (arr.Audenarde-Alost)
22. Edgar de Kerchove d'Ousselghem (arr. Gand-Eeklo; catholique)
23. comte Ferdinand de Marnix de Sainte-Aldegonde (arr. Bruxelles) (+ 20.04.1913) remplacé par Alexandre Halot
24. Emmanuel De Meester (arr.Anvers)
25. comte Werner de Merode (arr. Charleroi-Thuin)
26. baron David de Mévius (arrts de Namur; catholique)
27. baron Emile de Neve de Roden (arr. Termonde-Saint-Nicolas)
28. Maurice de Ramaix (arr. Anvers)
29. Eugène Derbaix (arr. Charleroi-Thuin)
30. Jean de Renesse (arr.Hasselt-Tongres-Maaseik)
31. Georges de Ro (arr. Bruxelles)
32. Louis de Sadeleer (arr. Audenarde-Alost)
33. Eugène de Savoye (arr. Mons-Soignies)
34. baron Édouard Descamps (arr. Louvain)
35. baron Oscar de Séjournet (arr. Tournai-Ath)
36. baron Walthère de Selys Longchamps (arr. Namur-Dinant-Philippeville) (+ 31.7.1912) remplacé 1.8.1912 par Pierre Focquet
37. vicomte Camille Desmaisières (arr. Hasselt-Tongres-Maaseik)
38. Joseph Devolder (arrts du Luxembourg; catholique)
39. baron Albert d'Huart, secrétaire (arrts de Namur)
40. Casimir Du Bost (arr. Bruxelles; catholique)
41. Jules Dufrane (arr. Mons-Soignies; socialiste)
42. Auguste Dumont de Chassart (arr. Nivelles)
43. Georges Dupret (arr. Bruxelles; catholique)
44. Armand Fléchet (arr. Bruxelles; libéral)
45. Ernest Fraeys de Veubeke (arr. Courtrai-Ypres)
46. Louis Franck (arr. Liège)
47. Max Hallet (arr. Bruxelles)
48. Alexandre Halot (arr. Bruxelles)
49. Prosper Hanrez (arr . Bruxelles; libéral)
50. Gabriël Hicguet (arrts de Namur; libéral)
51. Auguste Houzeau de Lehaie (arr. Charleroi-Thuin; socialiste)
52. Armand Hubert[2] (arr.Mons-Soignies)
53. Georges Hubert (arr.Charleroi-Thuin; libéral)
54. Emile Huet (arr. Tournai-Ath) (+ 29.01.1914) remplacé par Octave Battaille
55. Jules Keppenne (arr.Liège)
56. Julien Koch (arr. Anvers; catholique)
57. Louis Le Clef (arr. Anvers)
58. Joseph Libbrecht (arr. Gand-Eeklo)
59. Armand Libioulle (arr. Charleroi-Thuin; socialiste)
60. Alfred Magis (arr. Liège; libéral)
61. Henri Mertens (nl) (arr. Termonde-Saint-Nicolas; catholique)
62. Edmond Mesens (arr. Bruxelles)
63. Auguste Naets (arr. Malines-Turnhout)
64. Léon Naveau (arr. Huy-Waremme)
65. Henri Neuman (arr. Mons-Soignies; libéral)
66. baron Alfred Orban de Xivry, secrétaire (arrts. du Luxembourg)
67. Édouard Peltzer de Clermont (arr. Verviers; libéral)
68. Edmond Piret-Goblet (arr. Charleroi-Thuin)
69. Albert Poelaert (arr. Bruxelles; libéral)
70. Paul Raepsaet, secrétaire (arr. Audenarde-Alost)
71. vicomte Alfred Simonis (arr.Verviers)
72. Herbert Speyer (arrts. du Luxembourg; libéral)
73. Edmond Steurs (arr. Charleroi-Thuin; libéral)
74. baron Alphonse Stiénon du Pré (arr. Tournai-Ath)
75. Félix Struye (arr.Furnes-Dixmude-Ostende)
76. comte Arnold 't Kint de Roodenbeke, 1er vice-président (arr. Gand-Eeklo; catholique)
77. Cyrille Van den Bussche (arr.Roulers-Tielt; catholique)
78. Armand Van den Nest (arr. Anvers; libéral) (démission 1913; + 2.10.1913) remplacé par Oscar Van der Molen
79. Paul Vandenpeereboom (arr. Courtrai-Ypres)
80. baron Maurice van der Bruggen (arr.Roulers-Tielt)
81. Jules Van der Heyde (arr. Furnes-Dixmude-Ostende)
82. Léon Vanderkelen (arr. Louvain)
83. Raymond Vande Venne (arr.Courtrai-Ypres; libéral)
84. Eugène Van de Walle (arr. Anvers)
85. Joseph Van Naemen (arr. Termonde-Saint-Nicolas)
86. Léon Van Ockerhout (arr. Bruges) (démission 23.12.1912) remplacé par baron Albéric Ruzette
87. Auguste Van Ormelingen (arr. Tongres-Maaseik)
88. Leon Van Peborgh (arr.Anvers; libéral)
89. baron Paul van Reynegom de Buzet (arr.Malines-Turnhout)
90. Gustave van Zuylen (arr. Liège)
91. Astère Vercruysse de Solart (arr.Gand-Eeklo)
92. Georges Vercruysse (nl) (arr.Courtrai-Ypres)
93. Victoor (arr. Courtrai-Ypres)
94. Samson Wiener (arr. Bruxelles) (+ 10.4.1914) remplacé par H. Brunard
95. baron Edmond Whettnall, questeur (arr. Hasselt-Tongres-Maaseik) (+ 1913) remplacé par Ferdinand Portmans
96. Jules Wittmann (arr. Malines-Turnhout; catholique) (+ 1913) remplacé par le baron Louis François Joseph Empain

### Provinciaux
1. Joseph Berger
2. Albert Cappelle
3. Alfred Claeys-Boúúaert
4. Léon Colleaux
5. Auguste Cools (+ 1912) remplacé par le comte Ferdinand de Baillet-Latour, questeur au 18.4.1913
6. marquis Albert de Beauffort
7. baron Paul de Favereau, président
8. chevalier Jean-Baptiste de Ghellinck d'Elseghem
9. Emile Delannoy
10. baron Hermann della Faille d'Huysse
11. baron Armand de Pitteurs Hiégaerts
12. comte Paul de Smet de Naeyer (+ 9.9.1913) remplacé 17.10.1913 par Arthur Ligy
13. Raphael de Spot (nl)
14. Victor Fris (+ 11.06.1913) remplacé par le duc Robert d'Ursel
15. comte Eugène Goblet d'Alviella, 2e vice-président
16. Léon Hiard
17. MgrEugène Keesen
18. Henri La Fontaine, secrétaire
19. Théodore Léger (+ 3.6.1912)
20. Jules Lekeu
21. Charles Magnette, secrétaire
22. François-Guillaume Meyers
23. baron Eugène Mincé du Fontbaré (devient élu direct 27.02.1914) remplacé 31.3.1914 par Alberic de Pierpont Surmont de Volsberghe
24. Henri Rolland
25. Alphonse Ryckmans
26. Jules Vandenpeereboom
27. Antoine Vanderborght
28. Emile Vinck